# Бориша Ђорђевић
Борислав Бориша Ђорђевић (30. октобар 1953) бивши је југословенски и српски фудбалер.

## Каријера
Kаријеру је почео у Бору у којем је дебитовао са 17 година. Изузетан таленат је потврдио у дресу сплитског Хајдука (1975-1981). Са Хајдуком је освојио једну титулу првака (1979) и два Купа маршала Тита (1976, 1977).
Као интернационалац играо је у немачком бундеслигашу Хамбургер СВ (1981-83). Иако је забележио девет бундеслигашких сусрета, учествовао у освајању две титуле првака Немачке (1982, 1983). Финалиста Купа УЕФА 1982. године и првак Европе са Хамбургом 1983. На заласку каријере играо и у нижеразредним немачким клубовима ТБ Берлин (1983-84) и Алтона 93 (1984-86).
У дресу репрезентације Југославије одиграо је пет утакмица. Дебитовао је 22. маја 1976. против Велса (1:1) у Кардифу, последњи пут је играо за национални тим 5. октобра 1977. против Мађарске (3:4) у Будимпешти.
Након завршетка играчке каријере радио као тренер у фудбалској школи бившег немачког аса Манфреда Калца.

## Успеси
- Куп европских шампиона првак: 1982/83.
- Куп УЕФА финале: 1981/82.
- Првенство Југославије првак: 1978/79.
- Куп Југославије победа: 1975/76, 1976/77.
- Бундеслига Немачке првак: 1981/82, 1982/83.